# Puffin de Rapa
Puffinus myrtae
Espèce
Statut de conservation UICN

 CR  : 
En danger critique
Le Puffin de Rapa (Puffinus myrtae) est une espèce d'oiseaux marins des tropiques de la famille des Procellariidae.

## Répartition
Le Puffin de Rapa est endémique de Polynésie française. Il niche sur l'île de Rapa et sur les îlots environnants (Tauturou, Rapadans, Karapoo Iti et peut être Karapoo Rahi) dans l'archipel des îles Australes.

## Conservation
On ne sait pas grand-chose de son déclin. Il est très probable qu'il nichait autrefois sur l'île de Rapa elle-même, bien que cette population ait disparue à cause du rat polynésien, des chèvres sauvages et des chats sauvages.
Il est classé en danger critique d’extinction par l'UICN.

## Systématique
Le Puffin Rapa a été décrit pour la première fois en 1959 par William Richmond Postle Bourne (d) (1930-2021) comme une sous-espèce du Petit Puffin, sous le taxon Puffinus assimilis myrtae Bourne, 1959. L'holotype s'est avéré plus tard être un juvénile et un spécimen adulte a été décrit en 2017.
Une étude génétique de 2015, utilisant des séquences d'ADN du cytochrome mitochondrial b, a permis de découvrir que le Puffin de Rapa est une espèce sœur d'un clade contenant le Puffin de Newell (Puffinus newelli) et le Petit Puffin (Puffinus assimilis). Les données morphologiques corroborent cette relation, mais le Puffin de Rapa est beaucoup plus petit que les deux autres espèces.
Le nom vernaculaire local de cet oiseau est kaki kaki.
- Puffinus assimilis myrtae
- Puffinus auricularis myrtae
- Puffinus munda myrtae
- Puffinus newelli myrtae

### Publication originale
- Bourne, « A new little shearwater from the Tubaui Islands: Puffinus assimilis myrtae subsp. nov. », Emu, vol. 59, no 3,‎ 1959, p. 212–214 (DOI 10.1071/MU959212, Bibcode 1959EmuAO..59..212B)